# Agenzia Griffard
Agenzia Griffard è un mediometraggio muto italiano del 1913 diretto e interpretato da Vitale De Stefano.

## Trama
Griffard è un ladro gentiluomo e capace di acciuffare la sua preda. Nel mirino di Griffard c'è il conte di Livenac, al quale propone di sposare una bella fanciulla, Fernanda di Siriol, la quale riceverà un'eredità di 10 milioni alla morte del padre. 
Il ladro riesce a far conoscere, conquistare e sposare al conte la ragazza, e alla morte del padre di quest'ultima, i due si divideranno il denaro.

## Nota tecnica
Il film è diviso è in quattro parti:
- Il bel Livenac
- Una morte misteriosa
- L'artiglio rosso
- Ad oltranza